# Catedrala din Beauvais
Catedrala din Beauvais este un monument istoric și de arhitectură, edificiu reprezentativ pentru arhitectura gotică.
Corul bisericii are înălțimea de 48,50 m, fiind astfel cel mai înalt cor gotic din lume, depășindu-l la vremea respectivă pe cel al Catedralei din Amiens, cu o înălțime de 42,30 m.